# Marmylaris buckleyi
Marmylaris buckleyi là một loài bọ cánh cứng trong họ Cerambycidae.